# 134050 Rebeccaghent
134050 Rebeccaghent è un asteroide della fascia principale. Scoperto nel 2004, presenta un'orbita caratterizzata da un semiasse maggiore pari a 2,9730089 UA e da un'eccentricità di 0,0285987, inclinata di 4,60727° rispetto all'eclittica.